# Receptory metabotropowe
Receptory metabotropowe – grupa receptorów umiejscowionych w błonie komórkowej, które regulują funkcjonowanie kanałów jonowych. Pod wpływem zewnątrzkomórkowego neuroprzekaźnika inicjują wtórną kaskadę sygnałów wewnątrz komórki, które oddziałują z kanałami jonowymi znajdującymi się w ich sąsiedztwie (natomiast receptory jonotropowe, będące drugim typem receptorów reagujących na neuroprzekaźniki, zawierają w sobie kanał jonowy i odpowiadają na sygnał zewnątrzkomórkowy bezpośrednio).
Receptory metabotropowe dzielą się na dwa lub trzy podstawowe typy:
- receptory sprzężone z białkami G[1][2]
- kinazy receptora tyrozynowego[1][2]
- receptory przekazujące pobudzenie przez cyklazę guanylową[2].